# Vivrò nel tuo ricordo
Vivrò nel tuo ricordo (La mujer de las camelias) è un film del 1953 diretto da Ernesto Arancibia. La trama si ispira all'opera di Dumas "la signora delle camelie".